# اورتکند
ارتکند، روستایی از توابع بخش زاوین شهرستان کلات در استان خراسان رضوی ایران است.این روستا به دلیل آب و هوای بکر و بی نظیر خود به بهشت گمشده مشهور شده
در بازدیدی که دکتر محمود احمدی نژاد از شهرستان کلات داشته است،روستای ارتکند را منطقه نمونه گردشگری ملی نامیده است
مسیر این روستا هماکنون تا انتهای اردوگاه حضرت مهدی آسفالت شده است
رئیس شورای این روستا حسین بلقوریان است

## جمعیت
این روستا در دهستان زاوین قرار دارد و براساس سرشماری مرکز آمار ایران در سال ۱۳۸۵، جمعیت آن ۱۷۳ نفر (۴۹خانوار) بوده‌است.